# سامانه مدیریت شبکه
ان‌ام‌اس که مخفف Network management system است؛ عبارت است از مجموعهٔ سخت‌افزار ارتباطی و نرم‌افزار رابط کاربری و ملحقات آن مانند پشته‌های ارتباطی و ... که مجموعاً به صورت سامانه‌ای یکپارچه برای کنترل ابزارها و تجهیزات شبکه و نظارت بر عملکرد آن‌ها مورد استفاده قرار می‌گیرد.
ان‌ام‌اس‌ها می‌توانند مجهز به ای‌پی‌آی‌های ویژه‌ای باشند که با استفاده از آن‌ها بتوان این قبیل سامانه‌ها را با استفاده از تی‌ام‌اس‌ها کنترل کرده و برای تی‌ام‌اس مزبور امکان گفتگو و رد و بدل اطلاعات و فرامین را فراهم کرد. این عملیات را می‌توان از طریق اس‌ان‌ام‌پی با تعریف ام‌آی‌بی استاندارد هم صورت داد.